# Bernard Devlin
Pour les articles homonymes, voir Devlin et Bernard Devlin (homme politique).
Bernard Devlin, né le 2 septembre 1923 et mort en 1983, est un réalisateur, producteur, scénariste, monteur et directeur de la photographie québécois.

## Filmographie

### Réalisateur
- 1946 : Vive le ski!
- 1946 : Ski Skill
- 1947 : Vers l'avenir
- 1948 : Double Heritage
- 1949 : A Capital Plan
- 1950 : School for Charm
- 1950 : Local 100
- 1950 : French Canada: 1534-1848
- 1951 : Ottawa: Today and Tomorrow
- 1952 : Winter Week-end: Revised
- 1952 : L'Homme aux oiseaux (en) (avec Jean Palardy
- 1952 : Winter Week-end
- 1952 : The Settler
- 1952 : Horizons of Quebec
- 1953 : The Zoo in Stanley Park
- 1953 : The Mounties' Crime Lab
- 1953 : It's Raining Soldiers!
- 1954 : Vancouver's Chinatown
- 1954 : Trappeur indien
- 1954 : Survival in the Bush
- 1954 : Regards sur le Canada, n° 1 à 12
- 1954 : Le Prospecteur
- 1954 : Les Polonais du Canada
- 1954 : L'Or de l'Abitibi
- 1954 : On Leave in Tokyo
- 1954 : Micro Movies
- 1954 : Korea, After the War
- 1954 : Judo: Jinks
- 1954 : Javanese Dancing
- 1954 : French Cuisine
- 1954 : Curtain Time in Ottawa
- 1954 : Chosen Children
- 1954 : Bureau of Missing Persons
- 1954 : Better Business Bureau
- 1954 : L'Abbé Pierre
- 1955 : Retour à Dieppe
- 1955 : Regards sur le Canada nº 13
- 1955 : Radio Police
- 1955 : Quartier chinois
- 1955 : Pour survivre en forêt
- 1955 : Nos aviateurs outre-mer
- 1955 : L'Élevage dans l'Ouest
- 1955 : La Crèche d'Youville
- 1955 : Le Colon
- 1955 : Circulation à Montréal: 2e partie
- 1955 : Circulation à Montréal: 1re partie
- 1955 : Chauffard
- 1955 : Les Canadiens français dans l'Ouest
- 1955 : Boîte de nuit
- 1955 : The Bird Fancier
- 1955 : Le 22e régiment en Allemagne
- 1956 : The Visit
- 1956 : Le Vieux bien
- 1956 : La Vie est courte
- 1956 : Tu enfanteras dans la joie
- 1956 : Le Retour
- 1956 : Que Dieu vous soit en aide
- 1956 : Night Children
- 1956 : Il s'enfla si bien
- 1956 : D'homme à homme
- 1956 : Le Cas Labrecque
- 1956 : Alfred J.: 2e partie
- 1956 : Alfred J.: 1re partie
- 1956 : Aéro-club
- 1957 : The Suspects
- 1957 : Les Nouveaux venus
- 1957 : Les Brûlés (série TV)
- 1958 : Rendezvous
- 1959 : L'Immigré
- 1959 : L'Héritage
- 1959 : Les Brûlés
- 1959 : Britain and Canada Debate Britain's World Leadership
- 1959 : Age of Dissent: Young Men with Opinions
- 1960 : Walk Down Any Street
- 1961 : Dubois et fils
- 1964 : David Thompson: The Great Mapmaker
- 1964 : The Correctional Process
- 1965 : Octopus Hunt
- 1966 : Pre-Release
- 1966 : Once Upon a Prime Time
- 1968 : Seniority Versus Ability
- 1969 : A Matter of Survival
- 1970 : The End of the Nancy J
- 1974 : A Case of Eggs: Episode 4
- 1974 : A Case of Eggs: Episode 3
- 1974 : A Case of Eggs: Episode 2
- 1974 : A Case of Eggs: Episode 1

### Producteur
- 1953 : The Zoo in Stanley Park
- 1953 : The Village Notary
- 1953 : Tempest in Town
- 1953 : On the Spot (en) (série TV)
- 1953 : The Mounties' Crime Lab
- 1953 : It's Raining Soldiers!
- 1953 : Côté cour... côté jardin
- 1954 : Vancouver's Chinatown
- 1954 : Story of a Newspaper
- 1954 : Saint-Pierre-et-Miquelon
- 1954 : Reliques indiennes
- 1954 : Regards sur le Canada nº 9
- 1954 : Regards sur le Canada nº 8
- 1954 : Regards sur le Canada nº 7
- 1954 : Regards sur le Canada nº 6
- 1954 : Regards sur le Canada nº 5
- 1954 : Regards sur le Canada nº 4
- 1954 : Regards sur le Canada nº 3
- 1954 : Regards sur le Canada nº 2
- 1954 : Regards sur le Canada nº 12
- 1954 : Regards sur le Canada nº 1
- 1954 : Regards sur le Canada nº 11
- 1954 : Regards sur le Canada nº 10
- 1954 : On Leave in Tokyo
- 1954 : Micro Movies
- 1954 : Men at Work
- 1954 : Korea, After the War
- 1954 : Judo: Jinks
- 1954 : French Cuisine
- 1954 : La Fabrication du papier
- 1954 : The Doll Factory
- 1954 : Curtain Time in Ottawa
- 1954 : La Coupe du bois en Colombie-Britannique
- 1954 : Chosen Children
- 1954 : Better Business Bureau
- 1954 : Aviation Medicine
- 1955 : Regards sur le Canada nº 13
- 1956 : L'Homme à l'âge de la machine
- 1959 : Britain and Canada Debate Britain's World Leadership
- 1959 : Age of Dissent: Young Men with Opinions
- 1961 : Le Niger, jeune république
- 1962 : Louis-Hippolyte Lafontaine
- 1962 : Adultes avec réserve
- 1964 : The Voyageurs
- 1965 : Judoka
- 1966 : A Question of Identity: War of 1812
- 1970 : The End of the Nancy J
- 1976 : Striker

### Scénariste
- 1946 : Vive le ski!
- 1946 : Ski Skill
- 1949 : Abitibi
- 1950 : School for Charm
- 1950 : Local 100
- 1952 : The Settler
- 1954 : Bureau of Missing Persons
- 1955 : Banff
- 1955 : L'Alpinisme
- 1955 : Le 22e régiment en Allemagne
- 1959 : L'Héritage
- 1959 : Les Brûlés
- 1960 : Walk Down Any Street
- 1964 : The Correctional Process
- 1964 : Blindness
- 1966 : Pre-Release

### Monteur
- 1953 : The Mounties' Crime Lab
- 1954 : Judo: Jinks
- 1969 : A Matter of Survival

### Directeur de la photographie
- 1962 : À Saint-Henri le cinq septembre